# Silwa Kaputikjan

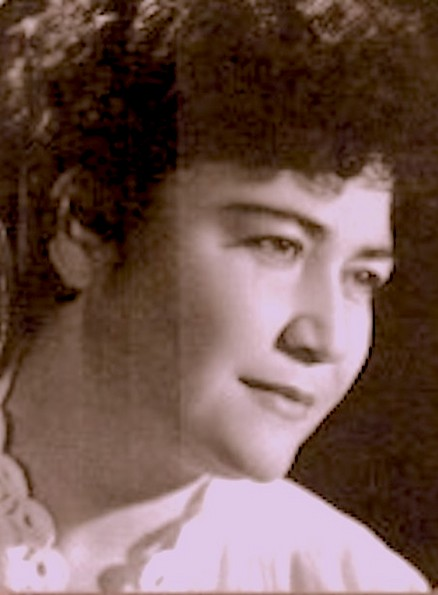
Silwa Kaputikjan

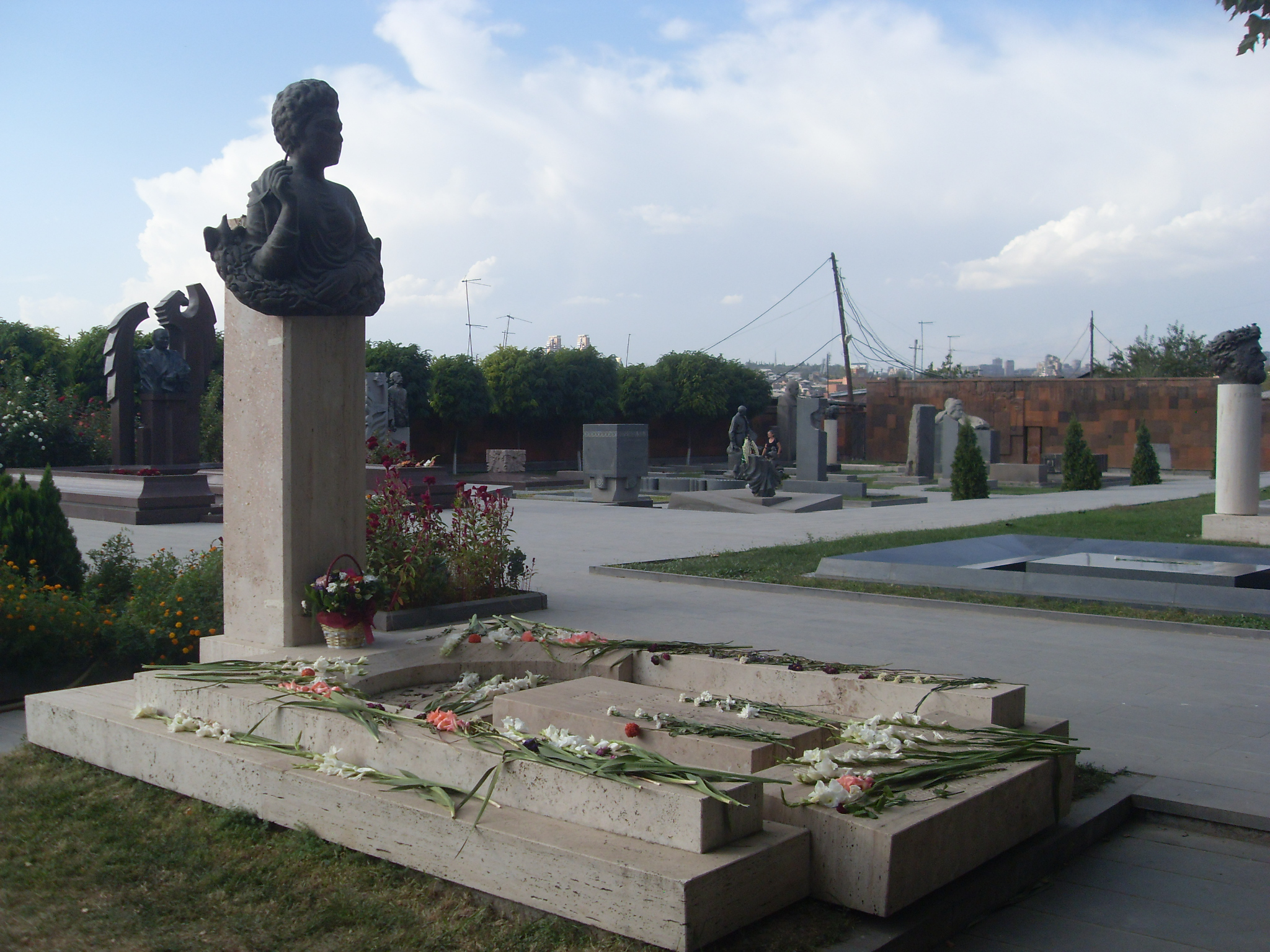
Grab von Silwa Kaputikjan im Gomidas-Pantheon

Sirward Barunaki „Silwa“ Kaputikjan (armenisch Սիլվա Կապուտիկյան, * 20. Januar 1919 in Jerewan, Demokratische Republik Armenien; † 25. August 2006 ebd., Republik Armenien) war eine berühmte armenische Dichterin, Schriftstellerin, Akademikerin und öffentliche Aktivistin. Sie wird als „die führende Dichterin Armeniens“ betrachtet.

## Leben
Sie wurde in Jerewan in eine Familie hineingeboren, die vor dem Völkermord an den Armeniern aus Van in der heutigen Türkei geflohen ist. Dort lebte sie für den Rest ihres Lebens. Sie graduierte an der Fakultät für Philologie an der Staatlichen Universität Jerewan und studierte an den höheren Kursen des Gorky-Instituts für Weltliteratur.
Sie machte ihr literarisches Debüt in den 1930er Jahren und veröffentlichte ihre erste Sammlung an Gedichten im Jahre 1945. Es umfasste „Chosk im Wordun“ (Ein Wort an meinen Sohn), welches als eines der beliebtesten Gedichte von Kaputikjan betrachtet wird.
Die beiden Hauptthemen ihrer Werke waren die Lyrik und die nationale Identität. Kaputikjan, deren Vorfahren Flüchtlinge aus Van waren, gedenkt ihrem Martyrium in „Hin karote“ (Die alte Sehnsucht, 1992). Ihr Gedicht Reflexionen auf halbem Weg gedenkt dem blutigen Völkermord an den Armeniern. Sie wurde als führende Dichterin Armeniens anerkannt.
Sie schrieb auch zwei beliebte Reisebücher, Karavany ešte v puti (Die Wohnwagen sind immer noch in Bewegung) und Ein Mosaik zusammengesetzt aus der Seele und der Karte, welche ihren Besuchen der Diasporagemeinden gewidmet sind.
Ihre Werke wurden übersetzt von Bulat Okudschawa, Jewgeny Jewtuschenko, Bella Achmadulina, Desanka Maksimović und anderen. Sie wurde mit den offiziellen Titeln „Renommierten Meisterin der Künste“ der Armenischen SSR (1970) und „Renommierte Arbeiterin der Künste“ der Georgischen SSR (1980) ausgezeichnet, den Staatspreisen der UdSSR (1952) sowie der Armenischen SSR (1988), dem italienischen „Nosside“-Preis, dem Orden des St.-Mesrop Maschtoz (Armenien) und der „Knyaginia Olga“ (Ukraine). Kaputikjan war eine Akademikerin an der Armenischen Nationalakademie der Wissenschaften und Mitglied des Internationalen PEN. 1986 wurde ihr die Ehrenbürgerschaft der Stadt Jerewan verliehen.
Sie war eine der Anführerinnen der Karabach-Bewegung. Im Februar 1988, während einer Audienz im Moskauer Kreml, sagten der Generalsekretär des Zentralkomitees der KPdSU Michail Gorbatschow und seine Frau Raissa, dass sie Kaputikjans großartige Poesie bewunderten.
Kaputikjan erschien 1992 als sie selbst im Dokumentarfilm Paradschanow: Der letzte Frühling, über Sergei Paradschanow, einem Filmemacher armenischer Abstammung, der von den sowjetischen Behörden verfolgt wurde. Am 14. April 2004 schrieb sie einen offenen Brief namens Kotscharjan Muss Gehen, wo sie gegen Präsident Robert Kotscharjans harsche Methoden gegen die Demonstrationen vom 12./13. April 2004 protestierte, und die Mesrop-Maschtoz-Medaille zurückgab, mit dem sie von Kotscharjan im Jahre 1999 ausgezeichnet wurde.
Sie war Mitglied des Obersten Sowjets der Armenischen SSR der neunten Einberufung (1975–1979).
Silwa Kaputikjan starb in der armenischen Hauptstadt Jerewan an einem Schlaganfall im Alter von 87 Jahren.

## Werke (Auswahl)
- With the days. 1945.
- My intimates. 1953.
- Candid conversation. 1955.
- Bon Voyage. 1957.
- Midway Reflections. 1961.
- Seven Stations. 1966.
- My Page. 1968.
- Toward the Mountain's Depths. 1972.
- Lilith. 1981.
- Winter is coming. 1983.